# Бходжпур (аэропорт)
Аэропорт Бходжпур (англ. Bhojpur Airport), (ИАТА: BHP, ИКАО: VNBJ) — непальский аэропорт, обслуживающий коммерческие авиаперевозки города Бходжпур (район Бходжпур, Коси).

## Общие сведения
Аэропорт расположен на высоте 533 метров над уровнем моря и эксплуатирует одну взлётно-посадочную полосу размерами 1219х30 метров с асфальтовым покрытием.